# 武汉大学教育科学研究院
武汉大学教育科学研究院是武汉大学的一个学院，位于主校区，在原武汉大学高等教育研究所的基础上创立于2003年7月。武汉大学教育科学研究院内设高等教育学研究所、教育经济与管理研究所、教育学原理研究所、课程与教学论研究所、教育技术学研究所等5个研究所。

## 历史
- 1983年老武汉大学成立高等教育研究所。
- 武汉水利电力大学、武汉测绘科技大学建高等教育研究所。
- 1995年设高等教育学硕士学位点。
- 1998年招生。
- 2000年设教育经济与管理硕士点。武大、武水、武测之相似机构合并。
- 2007年招收教育经济与管理专业博士研究生。[3]

## 研究生
- 硕士
  - 高等教育学
  - 教育经济与管理
  - 课程与教学论
  - 教育学原理
- 硕士专业学位点
  - 教育硕士
  - 工程硕士（教育技术方向，计算机技术领域）
- 博士
  - 教育经济与管理[4]